# Wedowee (Alabama)
Wedowee é uma cidade  localizada no estado americano de Alabama, no Condado de Randolph.

## Demografia
Segundo o censo americano de 2000, a sua população era de 818 habitantes.
Em 2006, foi estimada uma população de 821, um aumento de 3 (0.4%).

## Geografia
De acordo com o United States Census Bureau, a localidade tem uma área de 9,2 km², dos quais 9,1 km² cobertos por terra e 0,1 km² cobertos por água. Wedowee localiza-se a aproximadamente 338 m acima do nível do mar.

## Localidades na vizinhança
O diagrama seguinte representa as localidades num raio de 32 km ao redor de Wedowee.